# Bahnhofstraße 2 (Thale)

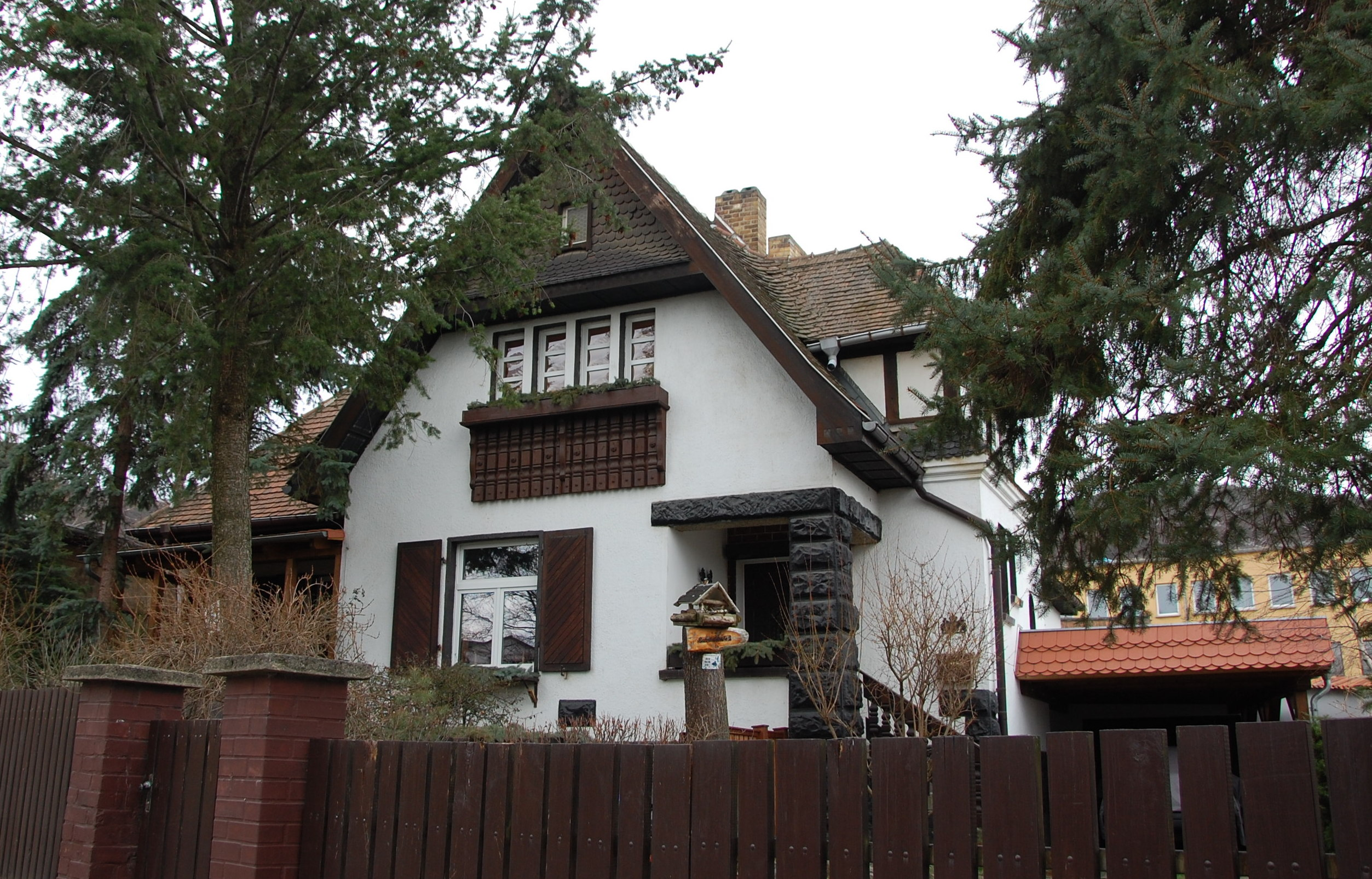
Villa Bahnhofstraße 2

Das Gebäude Bahnhofstraße 2 ist eine denkmalgeschützte Villa in der Stadt Thale in Sachsen-Anhalt.

## Lage
Das Haus befindet sich auf der Westseite der Bahnhofstraße in Thale, nordöstlich des Bahnhofs Thale.

## Architektur und Geschichte
Das kleine eingeschossige Gebäude wurde in der Zeit um 1910 im Heimatstil errichtet. Der gut proportionierte, verputzte Bau verfügt über einen seitlichen Risalit, der Eingangsbereich ist hervorgehoben. Bedeckt ist der Bau von einem tief herabgezogenem Walmdach. Auf dem Dach befinden sich Schleppgauben.
Im örtlichen Denkmalverzeichnis ist das Gebäude unter der Erfassungsnummer 094 50600 als Kino verzeichnet.